# Sukanalu (Naman Teran)
Sukanalu is een bestuurslaag in het regentschap Karo van de provincie Noord-Sumatra, Indonesië. Sukanalu telt 957 inwoners (volkstelling 2010).